# Centrostephanus asteriscus
Espèce
Centrostephanus asteriscus est une espèce d'oursins de la famille des Diadematidae.

## Description
C'est un oursin régulier : son test (coquille) est de forme ronde (mais légèrement aplati dorsalement), la bouche est située au centre de la face orale (inférieure) et l'anus (« périprocte ») à l'oppose, au sommet, avec les orifices génitaux et le madréporite. Le corps est couvert de longs piquants appelés « radioles ».
Ce sont des oursins assez rares trouvés en profondeur. Leur corps est marron, avec de longues radioles fines et annelées de beige.

## Habitat et répartition
On trouve cet oursin en profondeur à Hawaii et en Malaisie, où il est représenté par la sous-espèce Centrostephanus asteriscus malayanus Mortensen, 1939.